# كورت سفانستروم
كورت سفانستروم (بالسويدية: Kurt Svanström)‏ (مواليد 24 مارس 1915) هو لاعب كرة قدم. يلعب مع منتخب السويد لكرة القدم. سبق له أن لعب في كأس العالم لكرة القدم مع منتخب بلاده.

## روابط خارجية
- كورت سفانستروم على موقع الاتحاد الدولي (مؤرشف)  (الإنجليزية)
- كورت سفانستروم على موقع اتحاد السويد (السويدية)
- كورت سفانستروم على موقع قاعدة بيانات كرة القدم.إي يو (الإنجليزية)
- كورت سفانستروم على موقع عالم كرة القدم.نت (الإنجليزية)